# インディペンデンス (カンザス州)
インディペンデンス（英語: Independence）は、アメリカ合衆国カンザス州モンゴメリー郡の都市で、同郡の郡庁所在地。2010年の国勢調査よると、人口は9,483人。アメリカ独立宣言にちなみ、独立を意味する英単語から地名がつけられた。

## 歴史
1869年9月、ジョージ・A・ブラウンが50ドルで先住民のオセージ族から土地を購入したことが入植のきっかけである。その後、先住民はインディアン準州に移動した。入植者のブラウンはユリシーズ・グラント政権で副大統領を務めたスカイラー・コルファクスにちなみ、この町をコルファクスと呼んでいた。また、同年8月21日にはカンザス州オスウィーゴからR・W・ライトに率いられた一団がこの地に定住を始め、彼らはこの地を郡庁所在地にしようと考えていた。また、同年10月にはE・E・ウィルソンとF・D・アーウィンがこの地に最初の商店「ウィルソン・アンド・アーウィン食料品店」を開業させた。1870年、この町は郡庁所在地に指定された。
宇宙に行った最初のサルであるアカゲザルのミス・エイブルはこの町のラルフ・ミッチェル動物園で生まれた。

## 地理
ヴァーディグリス川沿いに市街地が形成されている。国勢調査局によると、面積は7.75平方マイル (20.07 km2)で、陸域が7.74平方マイル (20.05 km2)、水域が0.01平方マイル (0.03 km2)となっている。

### 気候
気候は温暖湿潤気候（Cfa）で、蒸し暑い夏と肌寒い冬が特徴である。メキシコ湾から湿った空気が流れ込む影響で、夏場に降水量が多い。一方、冬場は乾燥している。
| カンザス州インディペンデンスの気候 | カンザス州インディペンデンスの気候 | カンザス州インディペンデンスの気候 | カンザス州インディペンデンスの気候 | カンザス州インディペンデンスの気候 | カンザス州インディペンデンスの気候 | カンザス州インディペンデンスの気候 | カンザス州インディペンデンスの気候 | カンザス州インディペンデンスの気候 | カンザス州インディペンデンスの気候 | カンザス州インディペンデンスの気候 | カンザス州インディペンデンスの気候 | カンザス州インディペンデンスの気候 | カンザス州インディペンデンスの気候 |
| 月                                 | 1月                                | 2月                                | 3月                                | 4月                                | 5月                                | 6月                                | 7月                                | 8月                                | 9月                                | 10月                               | 11月                               | 12月                               | 年                                 |
| ---------------------------------- | ---------------------------------- | ---------------------------------- | ---------------------------------- | ---------------------------------- | ---------------------------------- | ---------------------------------- | ---------------------------------- | ---------------------------------- | ---------------------------------- | ---------------------------------- | ---------------------------------- | ---------------------------------- | ---------------------------------- |
| 最高気温記録 °F （°C）             | 78 (26)                            | 88 (31)                            | 98 (37)                            | 101 (38)                           | 102 (39)                           | 109 (43)                           | 115 (46)                           | 116 (47)                           | 111 (44)                           | 99 (37)                            | 88 (31)                            | 78 (26)                            | 116 (47)                           |
| 平均最高気温 °F （°C）             | 45 (7)                             | 50 (10)                            | 60 (16)                            | 70 (21)                            | 77 (25)                            | 85 (29)                            | 91 (33)                            | 91 (33)                            | 83 (28)                            | 72 (22)                            | 59 (15)                            | 46 (8)                             | 69.1 (20.6)                        |
| 平均最低気温 °F （°C）             | 22 (−6)                            | 26 (−3)                            | 35 (2)                             | 45 (7)                             | 56 (13)                            | 65 (18)                            | 69 (21)                            | 68 (20)                            | 59 (15)                            | 47 (8)                             | 35 (2)                             | 25 (−4)                            | 46 (7.8)                           |
| 最低気温記録 °F （°C）             | −19 (−28)                          | −23 (−31)                          | −5 (−21)                           | 15 (−9)                            | 28 (−2)                            | 42 (6)                             | 46 (8)                             | 43 (6)                             | 29 (−2)                            | 16 (−9)                            | 5 (−15)                            | −16 (−27)                          | −23 (−31)                          |
| 降水量 inch （mm）                 | 1.52 (38.6)                        | 1.94 (49.3)                        | 3.47 (88.1)                        | 4.15 (105.4)                       | 6.51 (165.4)                       | 6.34 (161)                         | 3.77 (95.8)                        | 3.63 (92.2)                        | 4.47 (113.5)                       | 4.31 (109.5)                       | 2.58 (65.5)                        | 2.44 (62)                          | 45.13 (1,146.3)                    |
| 出典：weather.com                  |                                    |                                    |                                    |                                    |                                    |                                    |                                    |                                    |                                    |                                    |                                    |                                    |                                    |

## 人口動態
2010年国勢調査に基づいたデータを表示する。
基礎データ
- 人口: 9,483人
- 世帯数: 3,950世帯
- 家族数: 2,430家族
- 人口密度: 473.1人/km2
- 住居数: 4,528戸
- 住居密度: 225.9戸/km2

人種別人口構成
- 白人: 84.2%
- アフリカ系: 6.5%
- ネイティヴ・アメリカン: 1.6%
- アジア系: 0.9%
- その他: 2.3%
- 混血: 4.5%

世帯と家族
- 18歳未満の子供がいる: 33.0%
- 結婚・同居している世帯: 40.9%
- 未婚・離婚女性が世帯主である世帯: 14.9%
- 未婚・離婚男性が世帯主である世帯: 5.7%
- 非家族世帯: 38.5%
- 単身世帯: 33.0%
- 65歳以上の老人1人暮らし: 14.8%
- 平均構成人数
  - 世帯: 2.35 人
  - 家族: 2.95 人

年齢別人口構成
- 18歳未満: 26%
- 18歳-24歳: 8.6%
- 25歳-44歳: 24.5%
- 45歳-64歳: 24.9%
- 65歳以上: 15.9%
- 年齢の中央値: 36.9 歳
- 男女比
  - 男性: 48.4%
  - 女性: 51.6%

## 教育

### 初等・中等教育
- インディペンデンス高校（9年 - 12年）
- インディペンデンス中学校（6年 - 8年）
- インディペンデンス小学校（3年 - 5年）
- アイゼンハワー小学校（就学前 - 2年）
- ザイオン・ルーテル・スクール（就学前 - 8年）
- セント・アンドリュー・スクール（就学前 - 8年）
- インディペンデンス・バイブル・スクール（就学前 - 12年）

### コミュニティ・カレッジ
インディペンデンス・コミュニティ・カレッジ（ICC）が市街地から2マイル南にメインキャンパスを設けている。また、西キャンパスは市街地から1マイル西に位置する。ICCには毎年1,000人以上が入学する。

## 交通
国道75号線と160号線の交差点に位置する。また、ユニオン・パシフィック鉄道とサウスカンザス・アンド・オクラホマ鉄道が貨物輸送を行っている。また、インディペンデンス市営空港が市街地から南西5マイルの位置にある。

## 名所
作家ローラ・インガルス・ワイルダーが幼少期を過ごした家がインディペンデンスにあり、カンザス州から文化財として登録されている。彼女はこの地で1869年から71年までを過ごし、その様子は著書『大草原の小さな家』のモデルとなった。

## 著名人
- ドナルド・グラハム・バート - プロダクションデザイナー。『ベンジャミン・バトン 数奇な人生』でアカデミー美術賞を受賞[19]。
- ウィリアム・インジ - 劇作家、脚本家。ピューリッツァー賞戯曲部門、アカデミー脚本賞受賞。
- アルフレッド・ランドン - 政治家。第26代カンザス州知事。
- ジョン・モリス - 作曲家。
- ヴィヴィアン・ヴァンス - 女優。